# Euasteron
Genre
Euasteron est un genre d'araignées aranéomorphes de la famille des Zodariidae.

## Distribution
Les espèces de ce genre sont endémiques d'Australie.

## Liste des espèces
Selon World Spider Catalog (version 17.5, 18/10/2016) :
- Euasteron atriceps Baehr, 2003
- Euasteron bartoni Baehr, 2003
- Euasteron carnarvon Baehr, 2003
- Euasteron churchillae Baehr, 2003
- Euasteron enterprise Baehr, 2003
- Euasteron gibsonae Baehr, 2003
- Euasteron harveyi Baehr, 2003
- Euasteron johannae Baehr, 2003
- Euasteron juliannae Baehr, 2003
- Euasteron krebsorum Baehr, 2003
- Euasteron lorne Baehr, 2003
- Euasteron milledgei Baehr, 2003
- Euasteron monteithorum Baehr, 2003
- Euasteron raveni Baehr, 2003
- Euasteron ulrichi Baehr, 2003
- Euasteron ursulae Baehr, 2003
- Euasteron willeroo Baehr, 2003

## Publication originale
- Baehr, 2003 : Three new endemic genera of the Asteron-complex (Araneae: Zodariidae) from Australia: Basasteron, Euasteron, and Spinasteron. Memoirs of Queensland Museum, vol. 49, no 1, p. 1-27 (texte intégral).